# Velkokníže Jaroslav
Velkokníže Jaroslav (rusky Ярослав. Тысячу лет назад, Jaroslav. Tysjaču let nazad) je ruský historický film z roku 2010. Režíroval ho Dmitrij Korobkin. Jedná se o celovečerní film, který vypráví příběh Jaroslava Moudrého, a byl vytvořen jako součást přípravy na 1000. výročí založení města Jaroslavli. Délka filmu je 99 minut. Film stál 125 miliónů rublů.